# Liste der Monuments historiques in Cambronne-lès-Ribécourt
Die Liste der Monuments historiques in Cambronne-lès-Ribécourt führt die Monuments historiques in der französischen Gemeinde Cambronne-lès-Ribécourt auf.

## Liste der Bauwerke
| Bezeichnung      | Beschreibung                  | Standort | Kennzeichnung | Schutzstatus | Datum | Bild |
| ---------------- | ----------------------------- | -------- | ------------- | ------------ | ----- | ---- |
| Kirche St-Martin | Erbaut ab dem 13. Jahrhundert |          | PA00114561    | Classé       | 1920  |      |

## Liste der Objekte
| Bezeichnung                         | Beschreibung                          | Standort                | Kennzeichnung | Schutzstatus | Datum | Bild |
| ----------------------------------- | ------------------------------------- | ----------------------- | ------------- | ------------ | ----- | ---- |
| Skulptur des heiligen Christopherus | Eichenholz, Ende des 15. Jahrhunderts | in der Kirche St-Martin | PM60000438    | Classé       | 1913  |      |
| Weihwasserbecken                    | Kalkstein, 12. Jahrhundert            | in der Kirche St-Martin | PM60000437    | Classé       | 1913  |      |